# Jiří Besser
Jiří Besser (* 4. srpna 1957 Beroun) je český politik a stomatolog, od července 2010 do prosince 2011 ministr kultury v Nečasově vládě, v letech 2010 až 2013 poslanec Poslanecké sněmovny PČR, bývalý starosta města Berouna a v letech 2011 až 2014 druhý místopředseda hnutí Starostové a nezávislí.
Vystudoval lékařství, obor stomatologie (MUDr.), jíž se věnoval jedenáct let. Po roce 1992 začal podnikat v oblasti obchodu, realit a reklamy a stal se prezidentem berounského hokejového klubu. V květnu 2010 se stal poslancem Poslanecké sněmovny PČR za stranu TOP 09 a v červenci téhož roku ministrem kultury. V prosinci 2011 na tento post rezignoval.

## Životopis
Od roku 1966 navštěvoval základní školu V Berouně, dnes Jungmannovu ZŠ. Od roku 1972 do roku 1976 studoval berounské Gymnázium. Poté studoval Fakultu všeobecného lékařství Univerzity Karlovy v Praze, obor stomatologie. Zde promoval v roce 1981 a v srpnu téhož roku nastoupil do OÚNZ Beroun, kde pracoval na stomatologickém oddělení jako závodní obvodní stomatolog v Králodvorských železárnách až do konce roku 1991. Roku 1985 dokončil postgraduální studium v oboru stomatologie atestací I. stupně. Téhož roku žádal o zařazení do specializační průpravy v oboru chirurgická stomatologie II. stupně, přičemž Besser ve svém životopise tvrdí, že mu to nebylo umožněno vzhledem k tomu, že nebyl členem komunistické strany. Stejně údajně pochodil i v letech následujících. Proto se dle svých slov v roce 1987 stal kandidátem a v létě roku 1989 členem komunistické strany.
V listopadu 1994 byl poprvé zvolen starostou města Berouna, a v této pozici působil až do voleb 2010.
Ve volbách 2004 kandidoval do senátu za obvod č. 16 - Beroun jako nestraník za stranu Liberálové.CZ, se ziskem 12,52 % skončil na 4. místě.
V sobotu 2. dubna 2011 se podruhé oženil a to v Praze s bývalou policejní mluvčí Blankou Kosinovou, která sňatkem přijala jeho příjmení.

## Aféry a kauzy
- 4. března 2008 odvysílala Česká televize ve svém pořadu Černé ovce reportáž týkající se kauzy špatných smluv o prodeji městských bytů. Jiří Besser zde vystupoval v roli starosty města Berouna. V rozhovoru tvrdí, že redaktorem citované odůvodnění rozsudku není součástí rozsudku a že problémy s vlastnictvím městem prodaného bytu jsou problémem kupujícího.[5][6]

- 26. května 2011 vydal Jiří Besser povolení zbourat památkově chráněný objekt v Praze na rohu Opletalovy ulice a Václavského náměstí[7]. Proti tomuto rozhodnutí se zvedla vlna odporu a 7. června proti němu na Václavském náměstí demonstrovalo několik set lidí.[8]
- 26. července 2011 zrušil prohlášení gotických sklepů poblíž Národní třídy v Praze kulturní památkou.[9]

- 11. listopadu 2011 odvolal dlouholetého a mezinárodně uznávaného šéfa Národního filmového archivu Vladimíra Opělu. Toto odvolání ministerstvo zpětně odůvodnilo „závažnými manažerskými pochybeními“, avšak až potom, co tisk začal spekulovat, že byl Opěla odvolán, protože odmítl souhlasit s prokorupční formou výběrového řízení na stavbu nového depozitáře.[10][11] 30. listopadu se proti odvolání ohradilo 68 členů akademické obce v otevřeném dopise, ve kterém se mimo jiné píše, že „Národní filmový archiv patří mezi nejvýznamnější instituce svého druhu na světě a jeho bývalý ředitel Vladimír Opěla k mezinárodně nejváženějším expertům ve svém oboru. Přesto byl ministrem kultury odvolán nečekaným, netransparentním a nedůstojným způsobem, který vzbudil vlnu rozhořčení v řadách domácích i zahraničních odborníků a širší veřejnosti. Postupně vycházejí najevo další závažné okolnosti, které naznačují, že skutečné důvody odvolání byly patrně jiné, než ministerstvo s téměř dvoutýdenním zpožděním deklarovalo.“[12]
- 2. prosince 2011 deník Insider odhalil, že je Besser společně s Pavlem Hráchem, odsouzeným pachatelem korupce, spoluvlastníkem bytu na Floridě, který neuvedl v povinném přiznání.[13] 8. prosince 2011 přijal premiér jeho ministerskou demisi, kterou předložil prezidentu republiky, aby jej odvolal z funkce. Ministr se rozhodl rezignovat poté, co necítil podporu spolustraníků v rámci této kauzy.[14] Jiří Besser odmítl nařčení médií, že šlo o korupční aféru, neboť se svým jednáním nijak neobohatil. Veřejnosti se za pochybení omluvil.[15]